# Rosina Anselmi
Rosina Anselmi, née à Caltagirone le 26 juillet 1880 et morte à Catane le 23 mai 1965, est une actrice italienne. Elle est connue pour pratiquer la langue sicilienne au théâtre en particulier dans la province de Catane.

## Biographie
Née à Caltagirone, dans une famille d'acteurs de théâtre, Rosina Anselmi a commencé à jouer sur scène avec son père, Alessandro, puis avec Nino Martoglio. Elle a ensuite rejoint la compagnie de Mimi Aguglia, une autre actrice au répertoire sicilien, avec laquelle elle part en tournée en Amérique du Nord. En 1910, elle retourne en Sicile, et en 1914, elle devient première actrice[pas clair] aux côtés d'Angelo Musco avec qui elle reste jusqu'à la mort de ce dernier.
Rosina Anselmi poursuit sa carrière sur scène aux côtés de Michele Abruzzo, en proposant le répertoire d'Angelo Musco, jusqu'à sa mort. Elle a été cofondatrice du Teatro Stabile di Catania,.

## Filmographie partielle
- 1935 : Aldebaran d'Alessandro Blasetti
- 1936 : Re di denari d'Enrico Guazzoni
- 1938 : L'ha fatto una signora de Mario Mattoli
- 1942 : La donna è mobile  de Mario Mattoli